# Коста, Тино
Альбе́рто Факу́ндо Ко́ста (исп. Alberto Facundo Costa; 9 января 1985, Буэнос-Айрес), более известный как Ти́но Ко́ста (исп. Tino Costa) — аргентинский футболист. Играет на позиции опорного полузащитника.

## Карьера

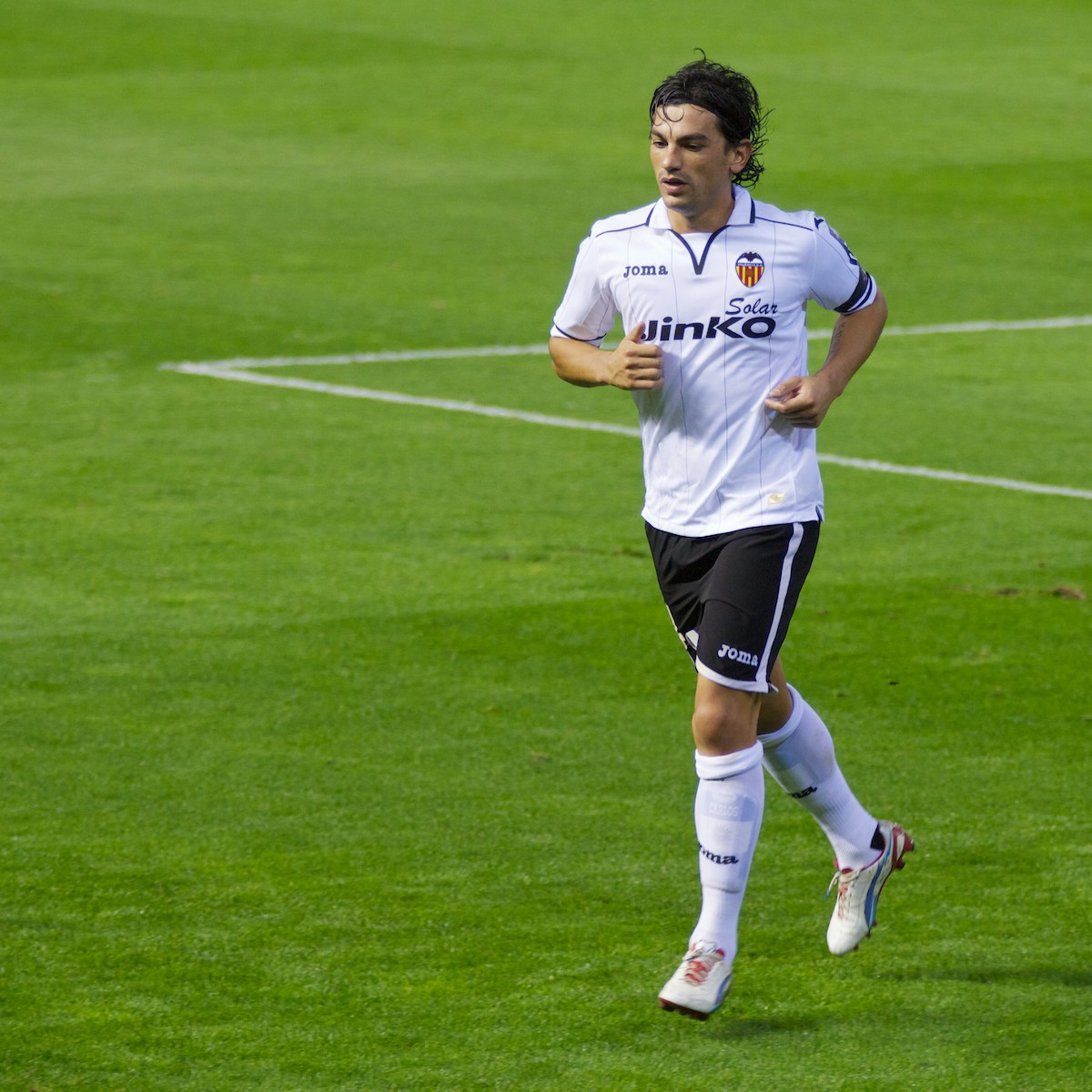
Коста в составе «Валенсии»

### Клубная

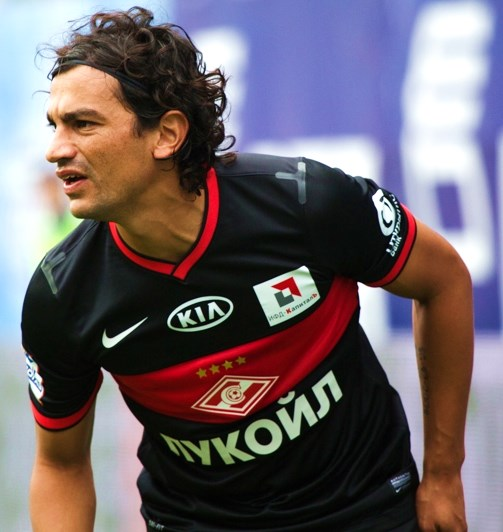
Тино Коста в составе «Спартака»

Тино Коста начал свою карьеру в Аргентине, играл за местный клуб «Ла-Терраса». В возрасте 17 лет он принял весьма рискованное решение: покинув страну, уехал в Гваделупу играть за клуб «Расинг Де-Бас-Тер». В Гваделупе Тино провёл два года. Своей хорошей игрой он привлёк внимание парижского «Расинга», который играл в третьей лиге. За сезон, проведённый в «Расинге», Тино Коста появился на поле в 28 матчах и забил три гола. В следующем сезоне он подписал контракт с клубом «По». Там в первом сезоне Коста сыграл 39 матчей и забил четыре гола.
Из «По» Коста перешёл в «Сет». Там он стал одним из лидеров команды, сыграв 29 матчей, забив три мяча и отдав семь голевых передач. В этом сезоне он был назван лучшим игроком лиги, что привело к интересу со стороны более именитых клубов.
Перед началом сезона 2008/09 Коста подписал 3-летний контракт с «Монпелье», клубом второй лиги. Он дебютировал за клуб в первом же матче сезона, сыграв все 90 минут в проигранном матче со «Страсбургом». Свой первый мяч в официальных играх за клуб Тино забил через несколько недель в матче против «Реймса», выигранном его командой со счётом 4:0. Сезон оказался для клуба удачным: «Монпелье» был среди трёх команд, которые по итогам сезона вышли в Лигу 1. В последнем победном матче, опять же со «Страсбургом», который также боролся за путёвку в Лигу 1, Коста забил победный гол на 19-й минуте. В течение всего этого сезона Коста забил восемь голов и сделал 11 голевых передач. Он был номинирован на титул игрока года, но в итоге на голосовании уступил камерунцу Полю Ало’o.
После этого на игрока стали претендовать несколько французских клубов, в первую очередь «Ланс» и «Тулуза». Тем не менее Коста опровергал любые слухи о переезде из «Монпелье» и 1 июля 2009 года подписал новый контракт с клубом до 2013 года. Свой дебют в Лиге 1 Коста отметил забитым голом в матче с «Лорьяном», сделав это на 60 минуте. Матч закончился вничью со счётом 2:2. На следующей неделе он забил снова, на этот раз его команда со счётом 2:0 одержала победу над «Сошо». В целом Тино провёл ещё один хороший сезон, тем самым вызвав интерес со стороны уже не только французских клубов.
1 июля 2010 года Коста стал игроком «Валенсии», подписав с клубом 4-летний контракт. Сумма трансфера составила 6,5 млн €. После перехода Коста сказал:

Всё происходящее — будто сон. Я мечтал получить возможность играть в «Валенсии», в гранде Европы и Испанской лиги. Я оцениваю усилия и желание клуба, который так усердно добивался моего перехода. Я с нетерпением ожидаю игр и хочу доказать, что они не ошиблись. Для меня «Валенсия» всегда была любимой командой, где играли лучшие игроки аргентинского футбола: Айяла, Кили Гонсалес, Клаудио Лопес и Марио Кемпес. Я выложусь на все 100 %.

14 сентября 2010 года Тино Коста открыл счёт своим голам за «Валенсию», отличившись в гостевом матче Лиги чемпионов против турецкого «Бурсаспора». Матч закончился разгромным поражением хозяев со счётом 0:4; аргентинский полузащитник помимо забитого мяча отметился участием в ещё одной голевой комбинации: второй мяч «Валенсии» был забит непосредственно после исполненного Тино Костой штрафного удара.
5 июня 2013 года было официально объявлено, что Тино Коста подписал 4-летний контракт с московским «Спартаком». Отметился голом в своем дебютном матче с «Крыльями Советов».
Проведя за московский клуб 31 матч в чемпионате России и забив три гола, в январе 2015 года Коста отправился в итальянский клуб «Дженоа» в 18-месячную аренду с правом последующего выкупа. В январе 2016 года Коста перешёл на правах аренды до конца сезона в «Фиорентину».
2 августа 2017 года испанская «Альмерия», выступающая в Сегунде, объявила о подписании контракта с Костой. Соглашение рассчитано на один сезон с опцией продления ещё на один.

### В сборной
На счету Тино Косты два товарищеских матча за национальную сборную Аргентины. 1 июня 2011 года он сыграл 59 минут против команды Нигерии (1:4), а 14 ноября 2012 года провёл первый тайм против Саудовской Аравии (0:0).

## Достижения
Расинг де Бас-Тер
- Чемпион Гваделупы: 2004
- Обладатель Кубка Гваделупы: 2004
- Обладатель Кубка Заморских департаментов: 2004